# Rampe d'appui
Pour les articles homonymes, voir Rampe.

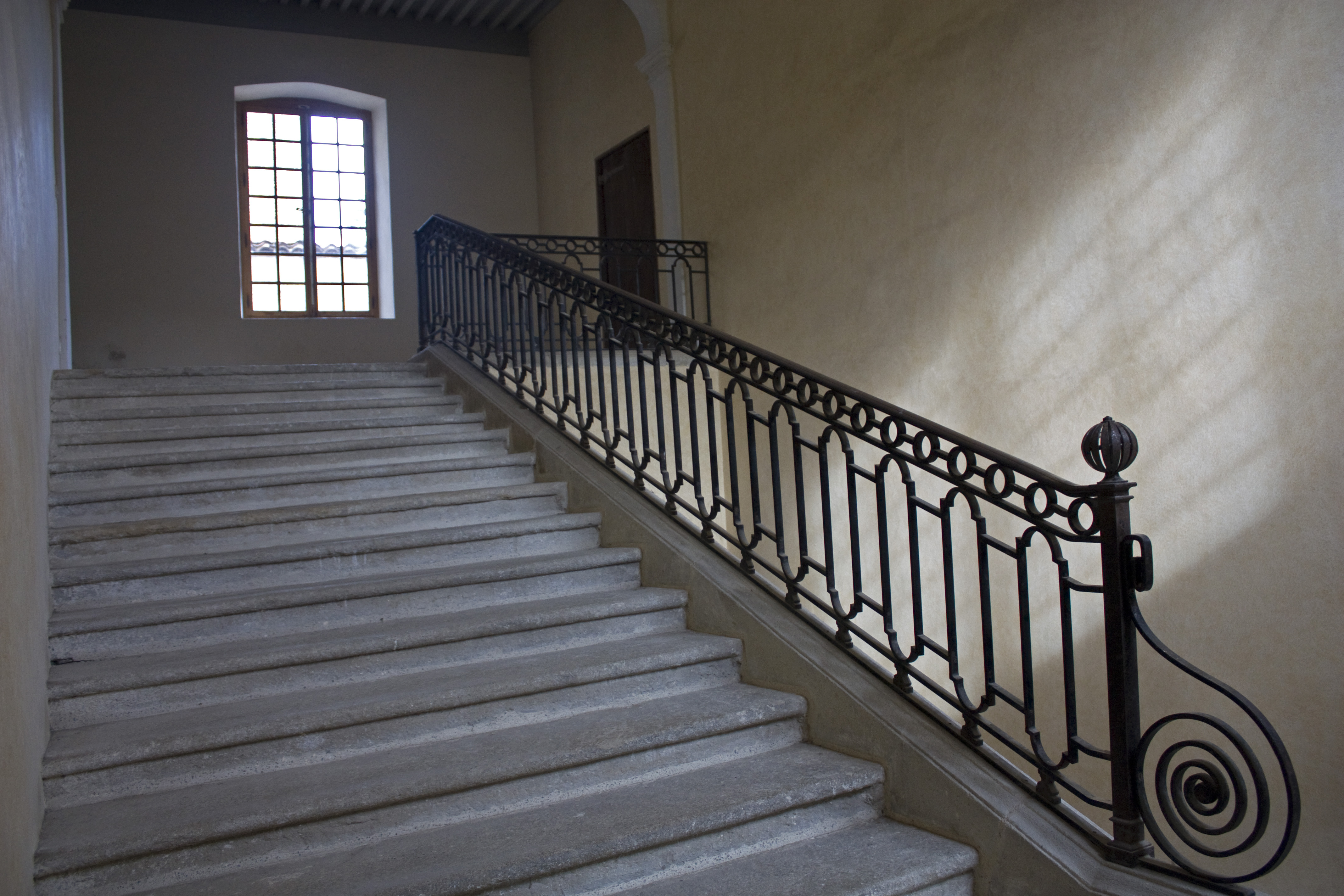
Rampe d'appui et son départ en volute.

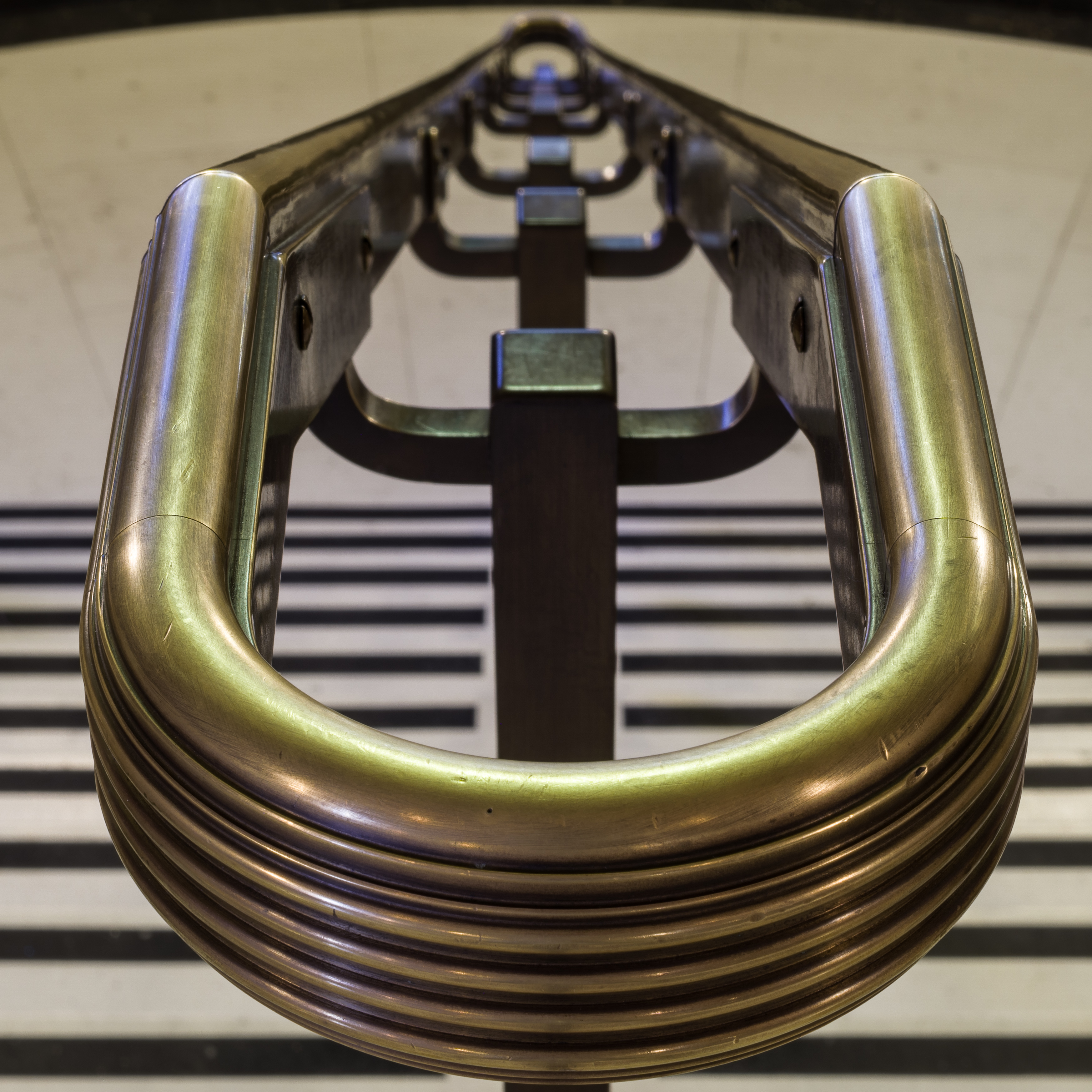
Main courante centrale.

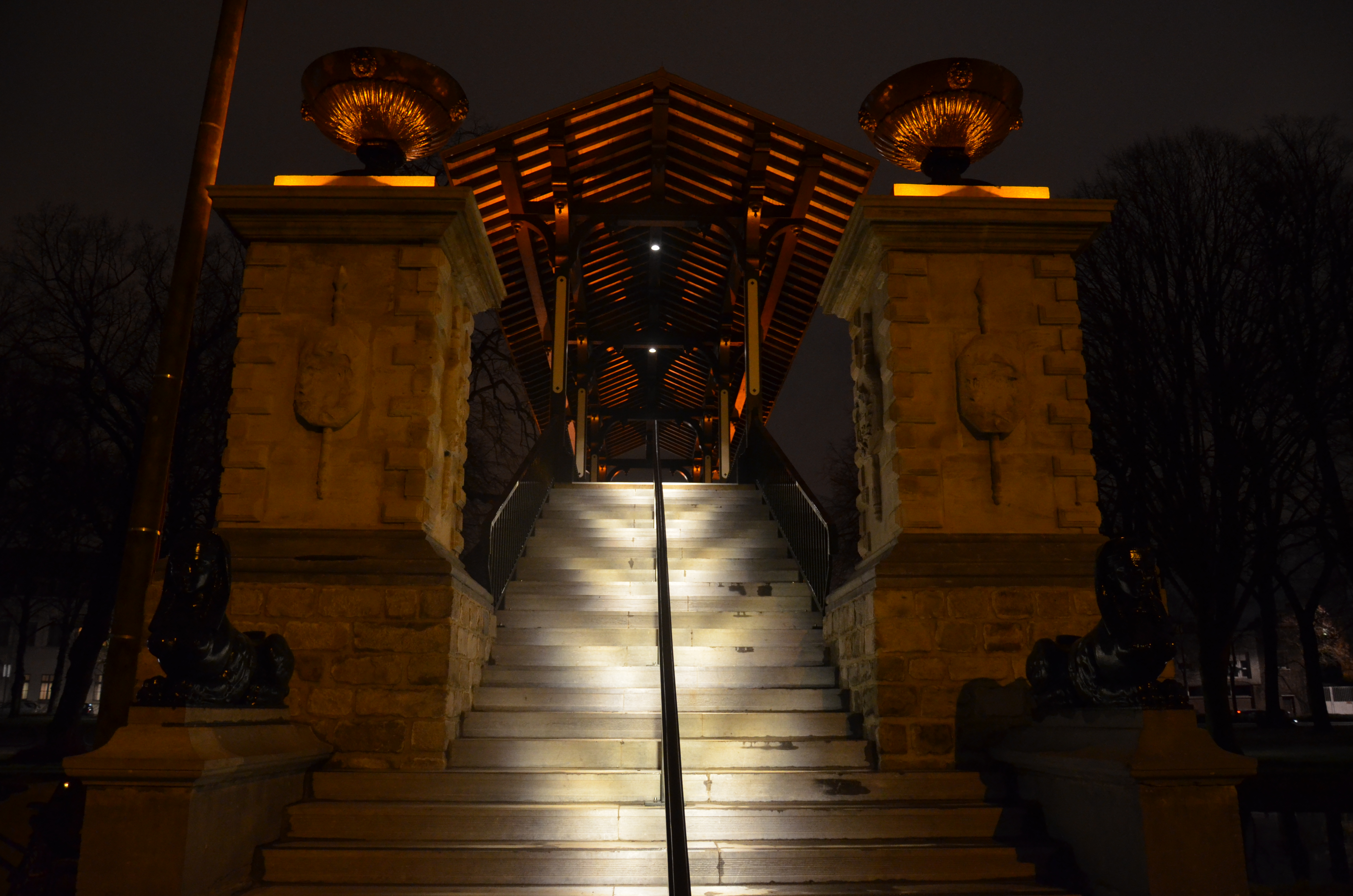
Ici, pour économiser l'électricité, éclairer sans éblouir et en contribuant peu à la pollution lumineuse et aux halos lumineux, des lampes (Lampe à diode électroluminescente) ont été intégrées dans la rampe (centrale) de l'escalier, lui conférant une fonction supplémentaire.

Une rampe d'appui est l'élément de sécurité, appelé garde-corps, que comporte, du côté du vide ou en son centre, un escalier et qui porte une main courante facilitant le déplacement. Elle est posée sur le limon ou fixée sur sa face externe par un col de cygne, ou encore directement sur les marches, notamment lorsque la rampe est au centre de l'escalier.
Au point le plus bas, le départ de rampe est l'élément, souvent orné, où la rampe commence. La ligne de foulée est la trajectoire parallèle à la rampe d'appui que suit en principe toute personne utilisant l'escalier et qui est utilisée pour le calcul des marches.

## Styles en ferronnerie
- Rampe d'escalier à l'Anglaise (montée à l'extérieur de l'escalier)
- Rampe à la Française (montée sur le limon)
- Rampe à lisses
- Rampe à panneaux.

## Les obligations à respecter pour l’installation d’une rampe d'appui
Les rampes d'appui doivent être conformes aux normes de sécurité et obéir strictement aux exigences de la règlementation en vigueur édictée par l’arrêté du 8 décembre 2014. Qu’il s’agisse de la dimension, de l’ergonomie, des matériaux utilisés, de la solidité et de la résistance à l’usure.
Quelle que soit la conception d’un escalier, il doit comporter une rampe d'appui de chaque côté. Dans le cas où leur installation dans un escalier aurait pour conséquence de réduire le passage à une largeur inférieure à 1 m, ou dans les escaliers à fût central de diamètre inférieur ou égal à 0,40 m, une seule rampe d'appui est exigée.